# Distrikt El Mantaro
Der Distrikt El Mantaro liegt in der Provinz Jauja in der Region Junín im zentralen Westen Perus. Der Distrikt wurde am 23. Oktober 1921 gegründet. Er hat eine Fläche von 17,9 km². Beim Zensus 2017 lebten 2704 Einwohner im Distrikt. Im Jahr 1993 betrug die Einwohnerzahl 2584, im Jahr 2007 2612. Verwaltungssitz ist die 3320 m hoch gelegene Kleinstadt Pucucho mit 2555 Einwohnern (Stand 2017). Pucucho liegt 12 km südöstlich der Provinzhauptstadt Jauja. Die Nationalstraße 3S von Jauja nach Huancayo führt durch den Distrikt.

## Geografische Lage
Der Distrikt El Mantaro liegt im Süden der Provinz Jauja. Er befindet sich im Andenhochland am linken östlichen Flussufer des nach Südosten strömenden Río Mantaro. 
Der Distrikt El Mantaro grenzt im Südwesten an die Distrikte Leonor Ordóñez und Muqui, im Nordwesten an den Distrikt Huamalí, im Nordosten an den Distrikt Masma Chicche sowie im Südosten an den Distrikt San Lorenzo.